# Kiskövesd
Kiskövesd (szlovákul: Malý Kamenec, korábban Malý Kevežd) község Szlovákiában, a Kassai kerület Tőketerebesi járásában.

## Fekvése
Királyhelmectől 16 km-re délnyugatra, a magyar határ mellett fekszik.

## Története
A régészeti leletek tanúsága szerint területén már a kőkorszakban is éltek emberek.
A települést az 1332 és 1337 közötti pápai tizedjegyzékben említik először. A szomszédos Nagykövesd váruradalmához tartozott. 1358-ban a várral együtt a Szerdahelyi család birtoka, ekkor „Kyused” néven említik. 1438-ban „Kyskewesd” alakban szerepel. A 15. században a Soós és Csire családok a tulajdonosok. 1557-ben 6 portája volt. A 16. században a Csebi Pogány, a Serédy és a Sándorffy családé. Ezt követően is több család osztozott a falu birtokán. A 17. században a Péchy, Csapy, Bocskay és Soós családok tulajdona. 1715-ben malma, 20 lakatlan és 5 lakott háza állt. 1787-ben 47 házában 309 lakos élt. A 18.–19. században a Sennyey, Klobusitzky, Vécsey, Fischer, Szirmay, Bereznay, Revitzky és Jászay családoké.
A 18. század végén Vályi András így ír róla: „Kis Kövesd. Magyar falu Zemplén Várm. földes Urai több Uraságok, Kis kövesd, Nagy Kövesdnek filiája, lakosai katolikusok, és reformátusok, két nyomásbéli határja mindent meg terem, réttye jó, de kevés szénát termő, szőleje alkalmatos, erdeje igen kevés, piatzok Újhelyben.”
1828-ban 76 háza és 569 lakosa volt. Lakói földműveléssel, szőlőtermesztéssel, szövéssel foglalkoztak.
Fényes Elek 1851-ben kiadott geográfiai szótárában így ír a faluról: „Kövesd (Kis), Zemplén vmegyében, magyar falu, Ujhelyhez délre 2 órányira, a Bodrogközben: 26 római, 7 gör. kath., 528 ref., 60 zsidó lak. Ref. anyatemplom. Szántófölde 730 hold; szőlőhegye jó bort terem; erdeje, rétje kevés. F. u. b. Sennyei, b. Fischer, b. Vécsey, Szirmai s. m.”
1880 és 1900 között sok lakója kivándorolt. A 20. század elején két jelentősebb kastély állt a településen. Egyiket a Nyevitzkyek építtették, a másikat a báró Fischer család emeltette.
Borovszky Samu monográfiasorozatának Zemplén vármegyét tárgyaló része szerint: „Kiskövesd, bodrogközi magyar kisközség 101 házzal és 590 ev. ref. vallású lakossal. Postája Nagykövesd, távírója és vasúti állomása Szomotor. Hajdan a kövesdi vár tartozéka volt. 1358-ban a Szerdahelyiek az urai s akkor nevét Kuezd alakban írják. 1438-ban és 1461-ben a Sóvári Soós család is kap itt részbirtokot s az Álmosdi Csire család is birtokosaként szerepel. 1512-ben Csebi Pogány Zsigmondot, 1575-ben Sándorffy Miklóst iktatják egyes részeibe. Az 1598-iki összeírás alkalmával tíz birtokosa is van, úgymint: Szürthey Miklós özvegye, Tatay István, Soós Ferencz, István és Kristóf, Soós Albert özvegye, Bacskay Miklós, Bornemisza László, Csapó Ferencz és Cserney Pál. 1618-ban Péchy Zsigmondot, 1629-ben a Csapyakat, 1663-ban Bocskay Istvánt és Soós Györgyöt s 1696-ban Vécsey Sándort iktatják egyes részeibe. Újabbkori birtokosai a 'Sennyey és Klobusitzky grófok, a Vécsey és Fischer bárók, továbbá a Szirmay, Bereznay, Revitzky és Jászay család. Ma nincs nagyobb birtokosa. A községnek kitűnő kőbányája van. A falubeliek fogyasztási és értékesítő szövetkezetet tartanak fenn. Díszesíti a községet két régi úrilak, melyek közül az egyiket a Nyevitzkyek építtették; ez most a Tasnády családé, a másikat pedig a báró Fischer család építtette. A községben két református templom van. Az egyik 1730-ban, a másik 1903-ban épült.”
1920-ig Zemplén vármegye Bodrogközi járásához tartozott. 1938 és 1944 között ismét Magyarország része volt.

## Népessége
| Év:            | 1994. | 2004.   | 2014.   | 2024.   |
| -------------- | ----- | ------- | ------- | ------- |
| Emberek száma: | 484   | 457     | 445     | 410     |
| Eltérés:       |       | -5,57 % | -2,62 % | -7,86 % |

| Év:            | 2023. | 2024.   |
| -------------- | ----- | ------- |
| Emberek száma: | 420   | 410     |
| Eltérés:       |       | -2,38 % |

1910-ben 601-en, túlnyomórészt magyarok lakták.
2001-ben 485 lakosából 456 magyar és 27 szlovák.
2011-ben 460 lakosából 421 magyar és 32 szlovák.

## Neves személyek
- Itt született 1950. június 21-én Kövesdi Szabó Mária színművésznő, a kassai Thália Színház tagja.
- Itt született 1969. október 28-án Benkő Géza színművész. Elhunyt Szerencsen, 2017. november 19-én.[6] Sírhelye Révkomáromban található.

## Nevezetességei
- Református temploma 1903-ban épült neoklasszicista stílusban.
- A falu hagyományőrző csoportja a Kökörcsin folklórcsoport.
- Tájházában állandó néprajzi kiállítás látható.

## Képtár

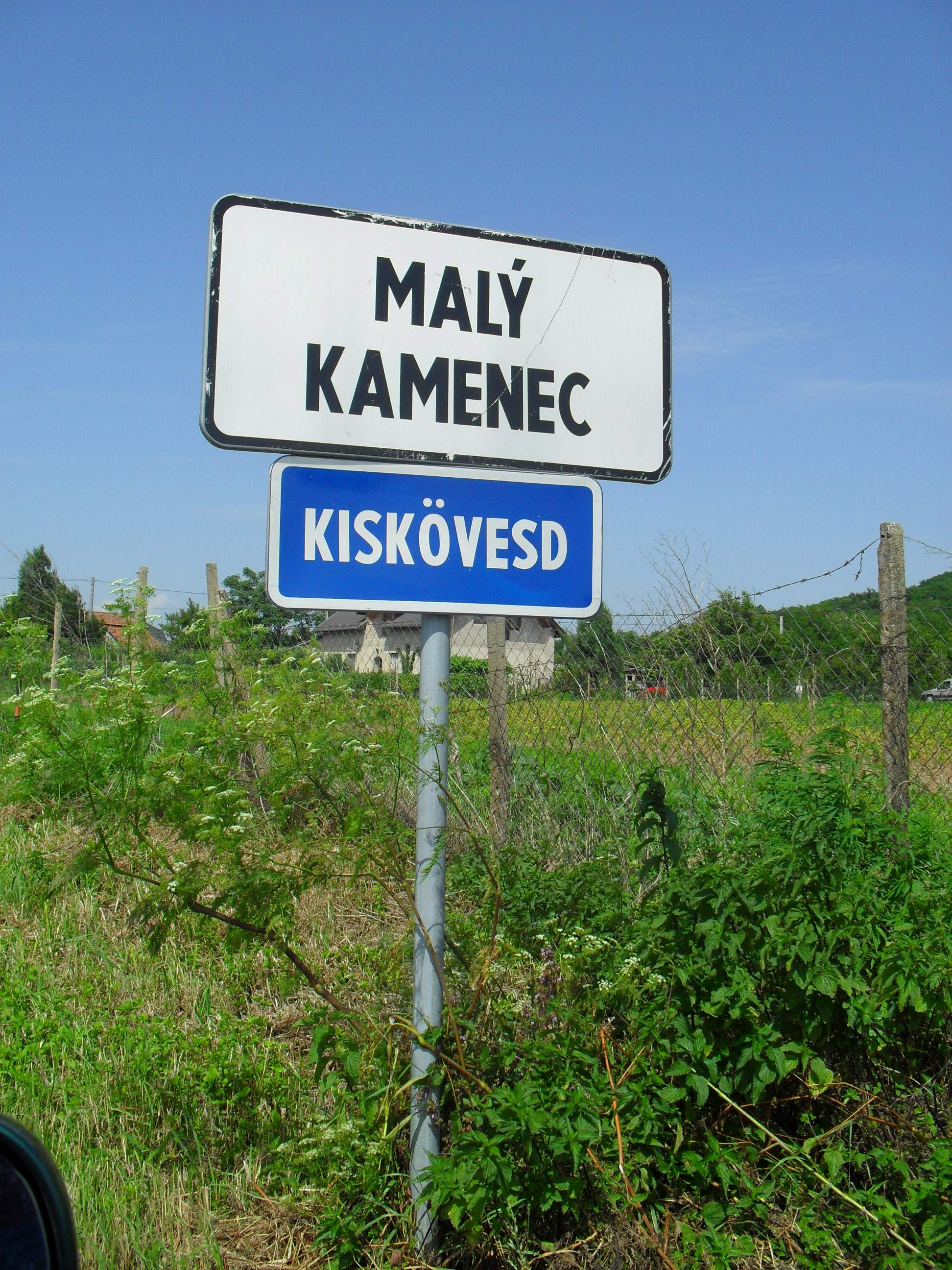
Kétnyelvű helységnévtábla
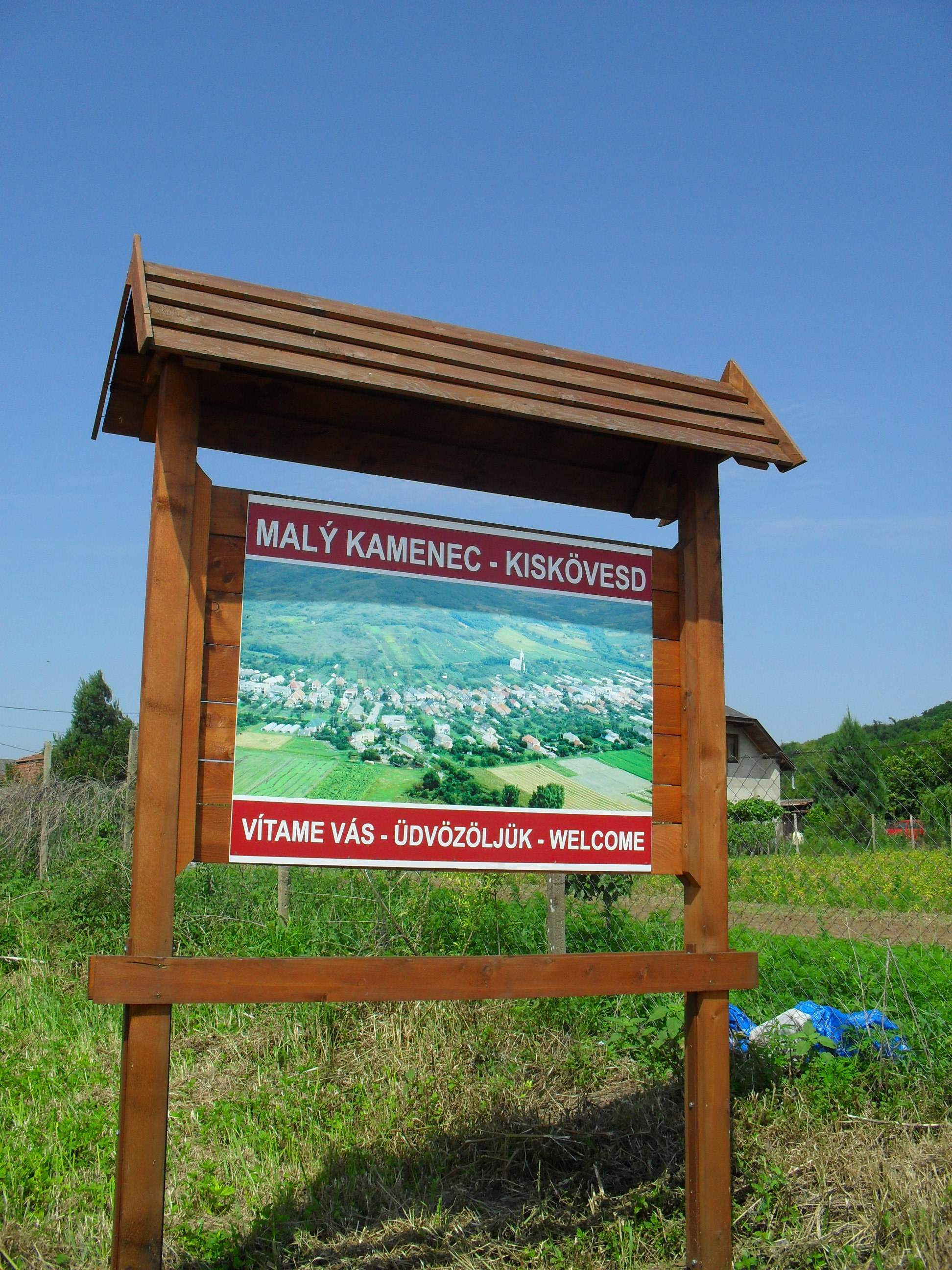
Üdvözlőtábla
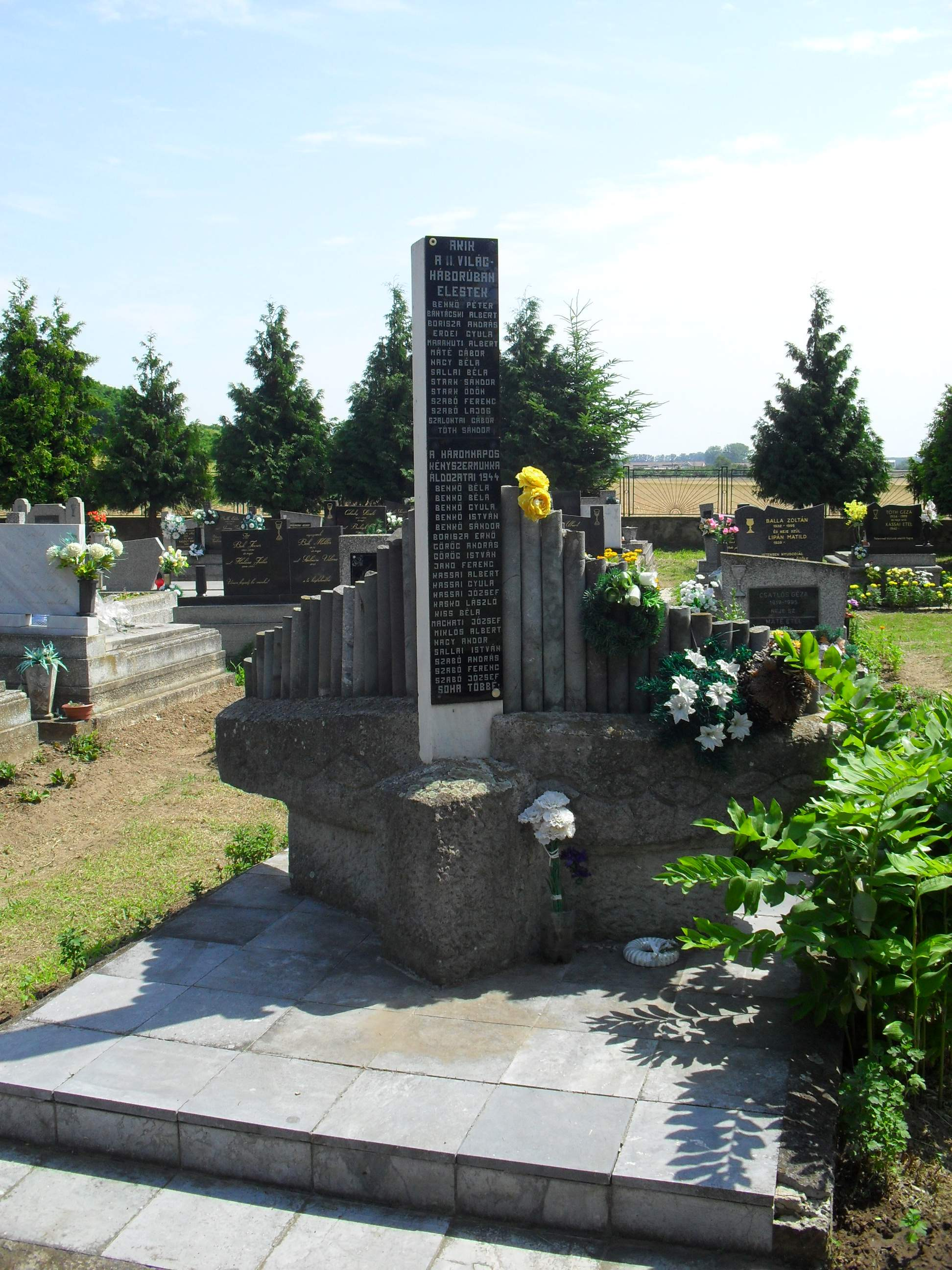
Második világháborús emlékmű a temetőben
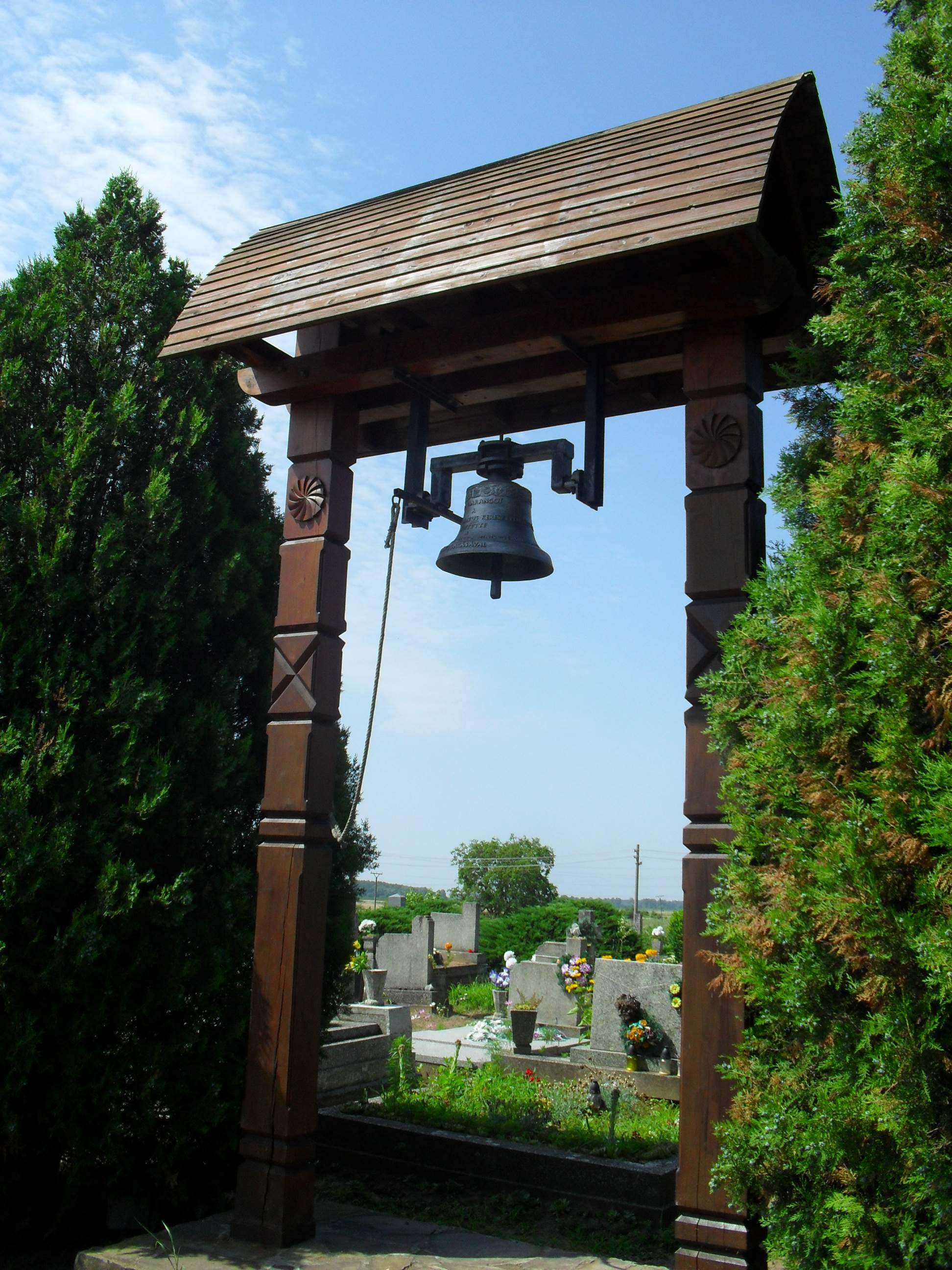
Harangláb a temetőben
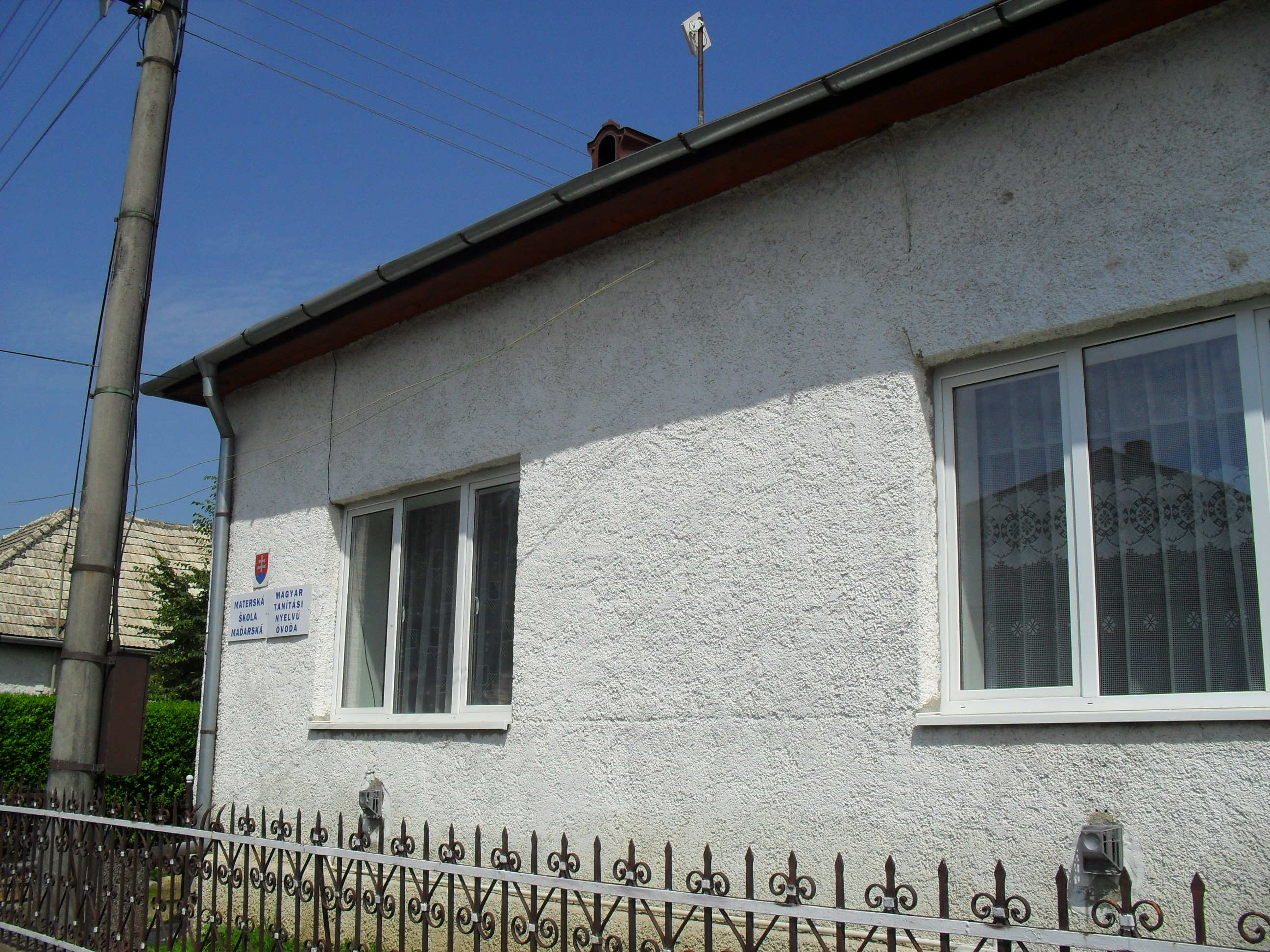
Óvoda
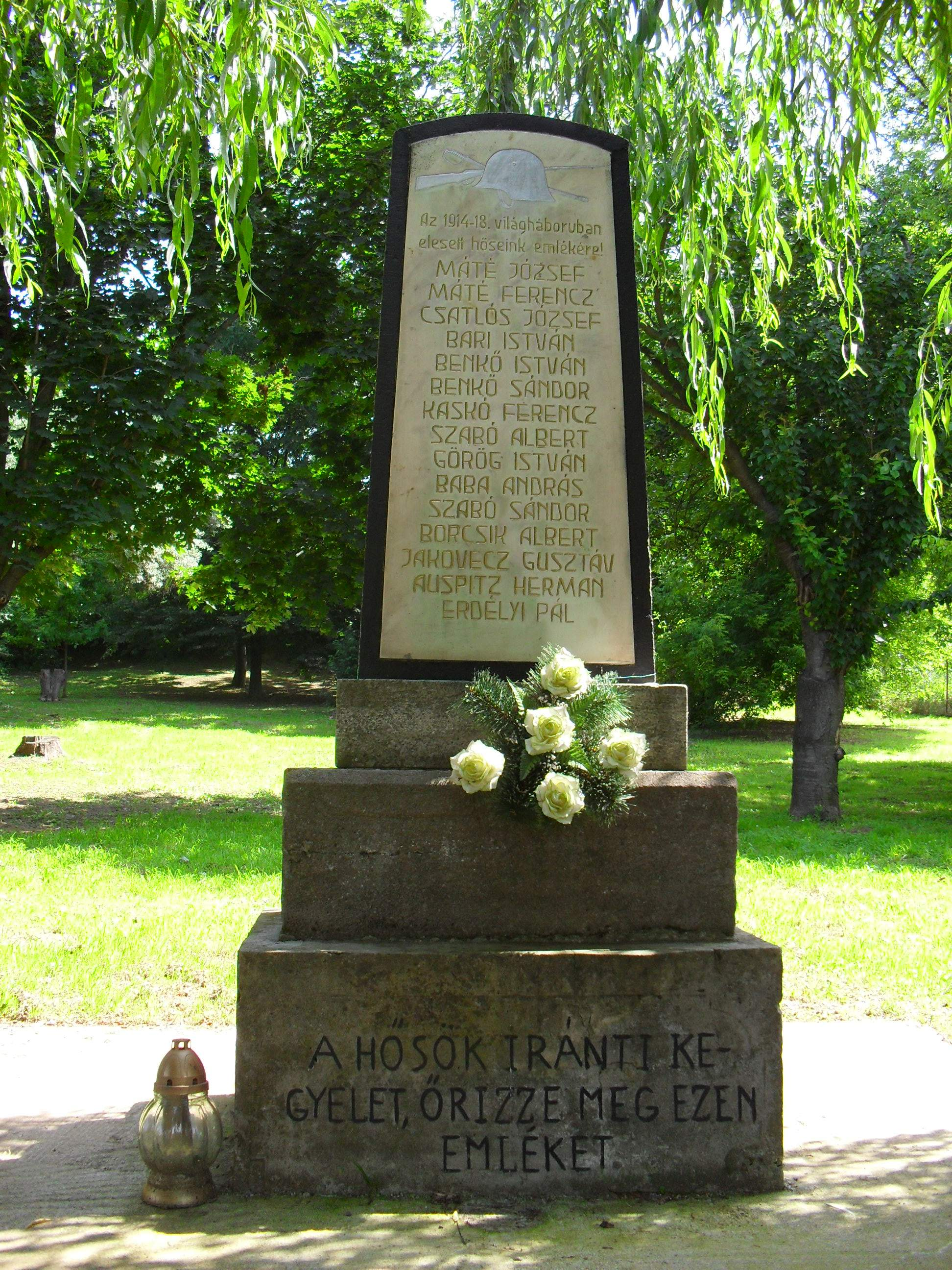
Első világháborús emlékmű
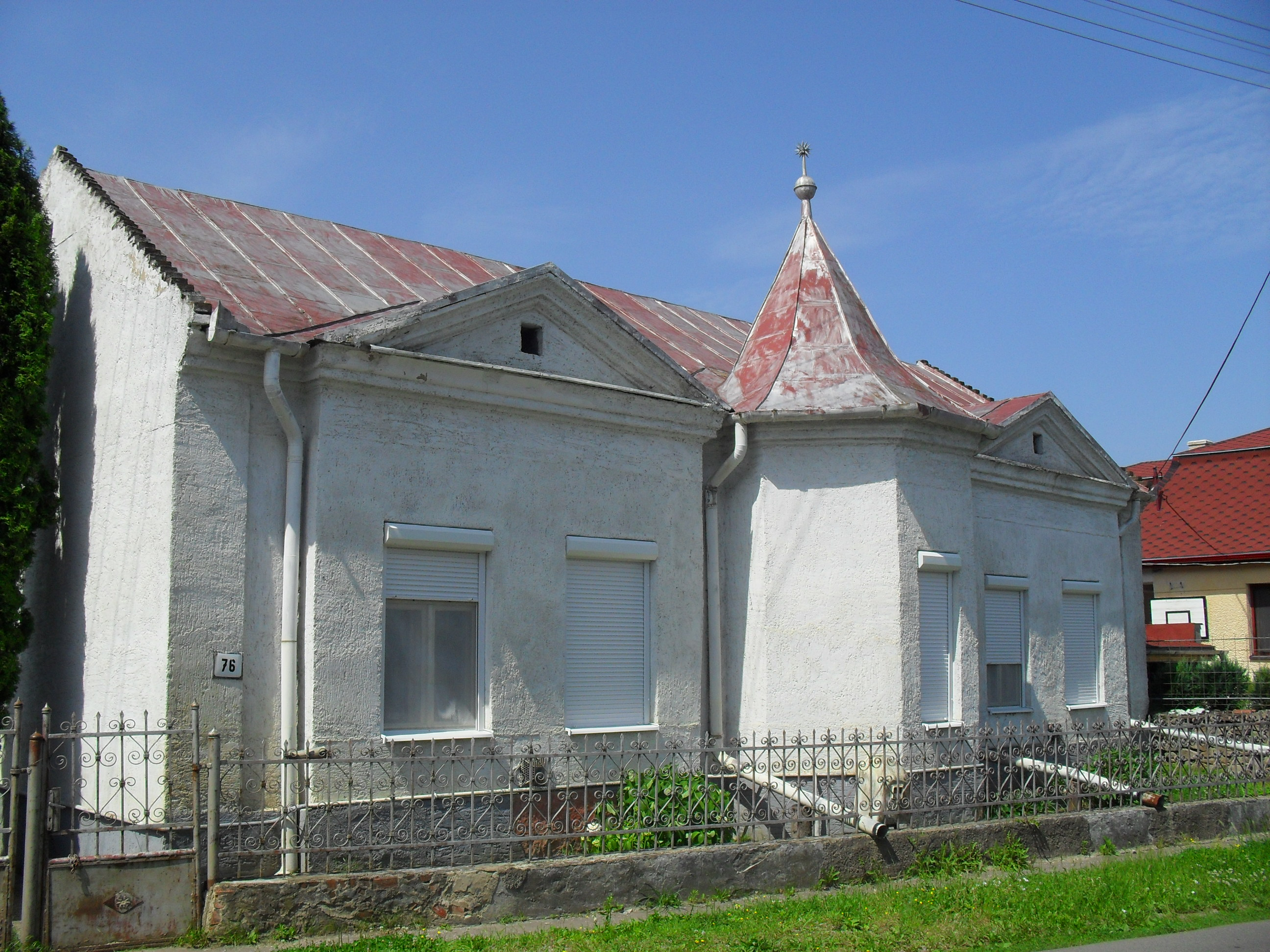
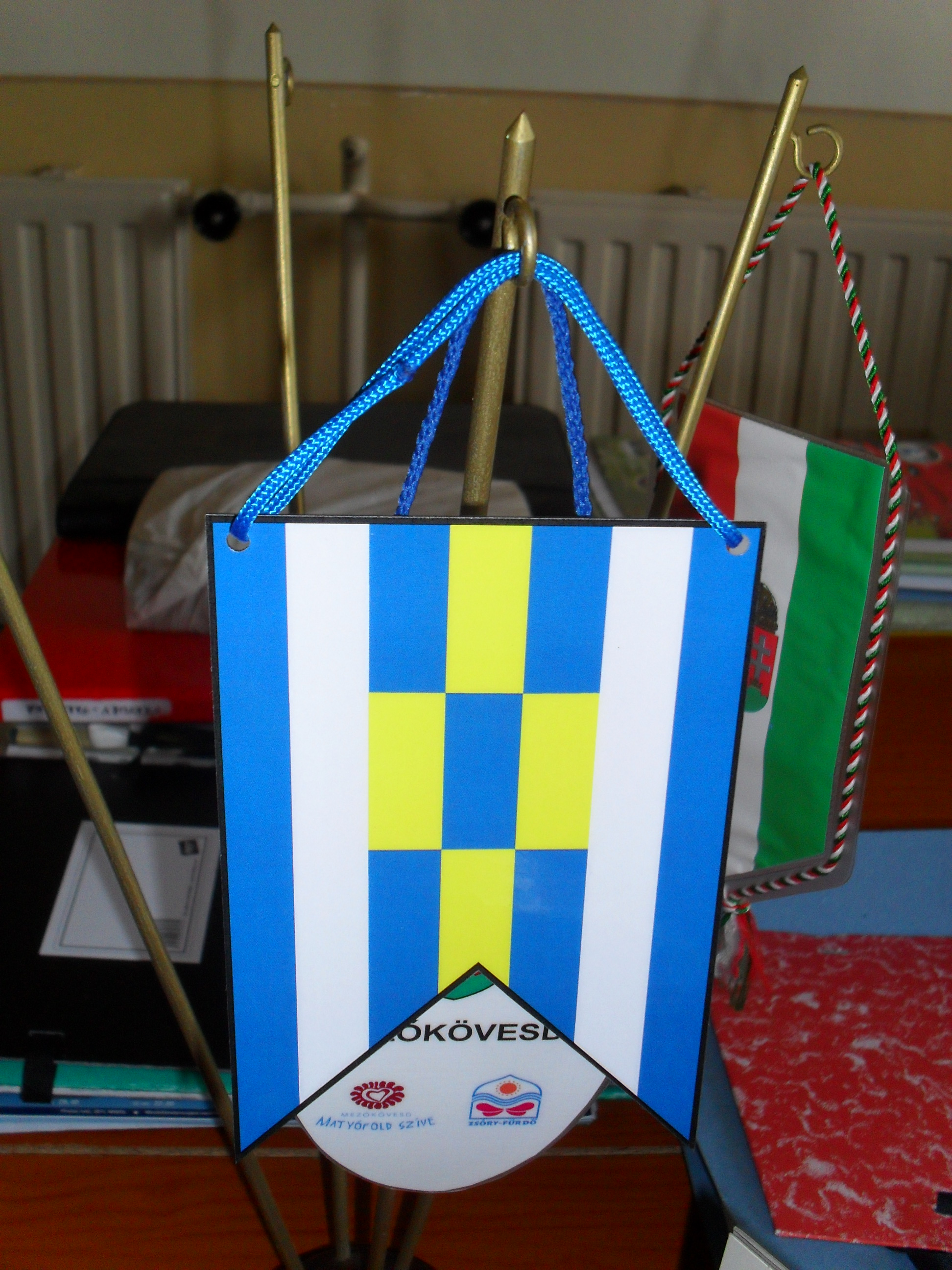
Kiskövesd zászlaja
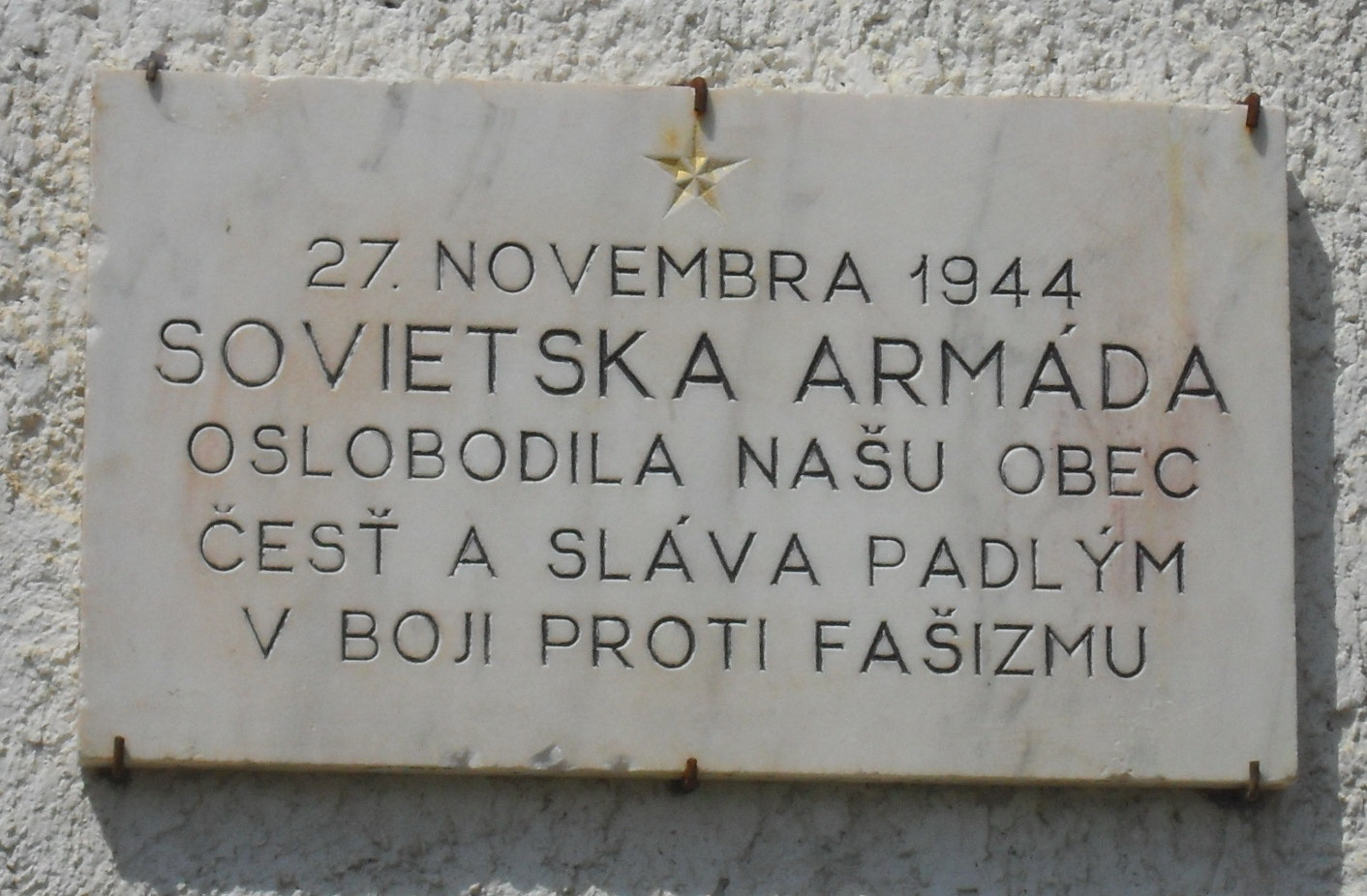
Felszabadulási emléktábla a községháza falán